# Azerbajdžan
Azerbajdžan, službeno Republika Azerbajdžan, država je u južnom Kavkazu s izlazom na Kaspijsko jezero. Na sjeveru graniči s Rusijom, na zapadu s Gruzijom i Armenijom, na jugu s Iranom. Azerbajdžanska eksklava Nahičevan graniči na sjeveru s Armenijom, na jugu s Iranom i na zapadu s Turskom.
Azerski jezik kojim govori većina stanovništva je član turkijske jezične skupine. Najzastupljenija religija je Islam, a većina muslimana u Azerbajdžanu su šijiti.

## Povijest
Tragovi ljudskih naselja u području Azerbajdžana potječu iz mlađeg kamenog doba. Tada je stanovništvo vjerovalo u goreći izvor nafte u blizini Apšerona.[nedostaje izvor] Početkom prvog milenija prije Krista na jugu Azerbajdžana osnovana je neovisna država Manejaca, koja je u 7. stoljeću pr. Kr. došla pod vlast Medijskog Carstva, odnosno u 6. stoljeću pr. Kr. Ahemenidskog Perzijskog Carstva. Pobjedom Aleksandra Makedonskog nad Perzijancima osnovana je polusuverena državica Medija Atropatena. U 2. stoljeću osvojili su je Parti. Godine 226. počinje se nazivati Aderbajganom ili Azerbajdžanom.
Dana 28. travnja 1920. nastaje Azerbajdžanska SSR, a 1991. neovisna država Azerbajdžan.

## Zemljopis
Oko polovine teritorija zauzimaju planine. Masiv Kavkaz (4480 metara) diže se sjevernom, a Mali Kavkaz (3722 metara) s Karabaškim visočjem u jugozapadnom dijelu republike. Obala Kaspijskog jezera je slabo razvedena. Klima je kontinentalna, ponegdje suptropska. Glavne rijeke su Kura i Aras.

## Demografija
Azerbajdžan ima ukupno 9 165 000 stanovnika. Prema procjeni, u odnosu na prethodnu 2013. godinu, broj stanovnika porastao je za 0,99 %. Prema popisu iz 2009., najviše ima Azera, 91,6 %. Među značajnije nacionalne manjine spadaju Lezgi, kojih ima 2 %, potom Armenci i Rusi kojih ima 1,35 % i Tališi kojih ima 1,26 %. Gotovo svi Armenci žive u praktički neovisnom Gorskom Karabahu, koji je predmet spora između Armenije i Azerbajdžana.
Nacionalni sastav Azerbajdžana znatno je izmijenjen nakon rata u Gorskom Karabahu. Gotovo sve armensko pučanstvo je protjerano, izuzev na području praktički neovisnog Gorskog Karabaha. Istovremeno je protjerano i sve azersko pučanstvo s područja Armenije i Karabaha.
U Azerbajdžanu također živi 0,29 % Tatara, 0,2 8% Tata, 0,24 % Ukrajinaca, 0,14 % Cahura, 0,11 % Gruzina, 0,07 % Kurda, 0,04 % Udina, 0,1 % Židovi i 0,11 % ostalih.
Prema vjerskom sastavu, 93,4 % pučanstva Azerbajdžana su muslimani. Od toga, 85 % njih su šijiti, a 15 % suniti. Kršćana ima 4,8 %. Među njima najbrojniji su pripadnici Ruske pravoslavne Crkve koji čine 2,5 % ukupnog pučanstva, te potom pripadnici Armenske apostolske Crkve, koji gotovo isključivo žive u Gorskom Karabahu i čine 2,3 % ukupnog pučanstva Azerbajdžana.
Prema podatcima iz 2011., 53,6 % stanovništva čini urbano pučanstvo, dok stopa urbanizacije iznosi 1,64 % godišnje, prema procjenama 2010. – 2015. Očekivana životna dob žene je 75,26, a muškarca 68,92 godina.

## Promet
Značajnija jezerska luka za međunarodni promet je Baku.

## Gradovi
- Baku - glavni grad
- Gandža - drugi najveći grad
- Naftalan - ime nosi po ljekovitom ulju kao i hrvatski Naftalan Ivanić-Grad
- Hankendi
- Güzdǝk